# 최고다윽박
최고다윽박(1994년 4월 9일 ~)은 대한민국의 유튜버다.

## 방송
- WANNA B (2017) - 3위

## 수상
- 2017 아프리카TV BJ대상 모바일방송 부문 대상
- 2018 아프리카TV BJ대상 이색현장 부문 대상
- 2019 아프리카TV BJ대상 이색현장 부문 대상
- 2020 아프리카TV BJ대상 이색현장 부문 대상
- 2020 아프리카TV BJ대상 최고의 컨텐츠상

## 음반
- 윽팡임당 (2017)